# Cylinder (kapelusz)

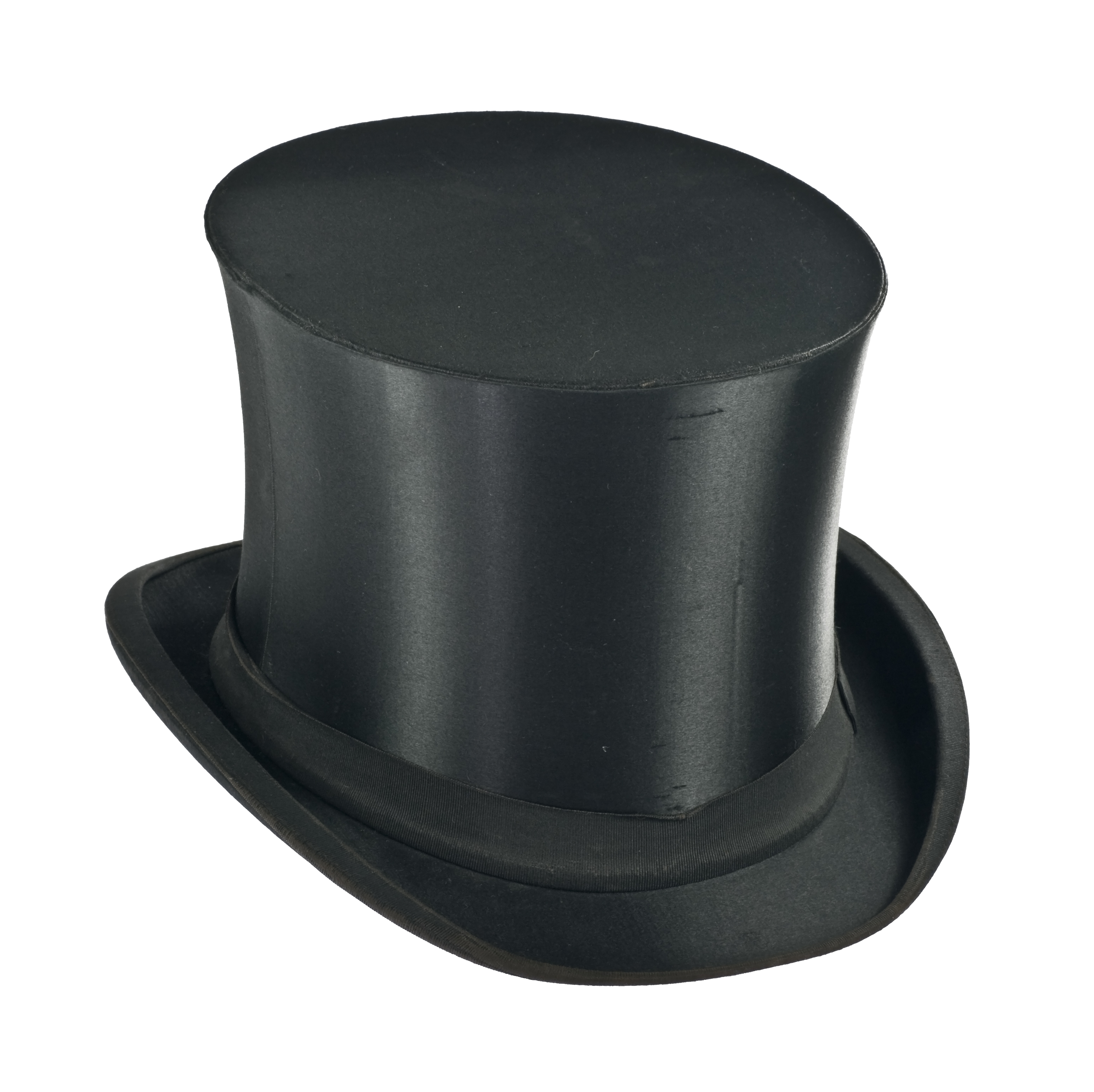
Cylinder (szapoklak) z początku XX wieku

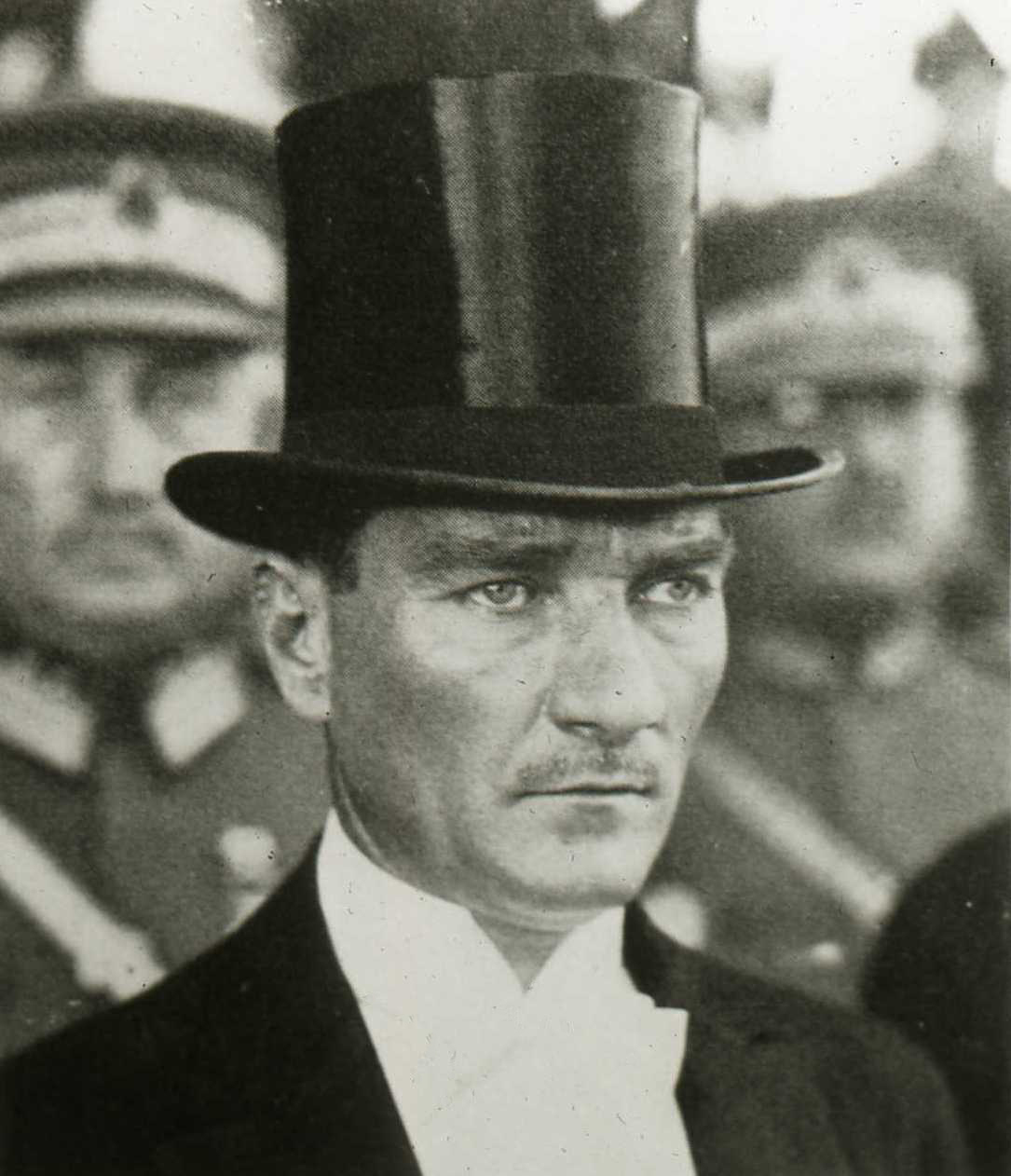
Prezydent Turcji Mustafa Kemal Atatürk w cylindrze i frak, 1925 r.

Cylinder (gr. kylindros, walec) – rodzaj wysokiego, sztywnego kapelusza z główką w kształcie walca i wąskim rondem.
Pierwszy cylinder został wyprodukowany w 1797 roku przez Johna Hetheringtona. Czarny, ozdobiony klejnotami i piórami szybko stał się modny głównie w Hiszpanii zarówno wśród mężczyzn, jak i kobiet. Kapelusze te stały się jednak bardziej popularne w Europie dopiero po 1820 roku.
Stelaże cylindrów najczęściej pokrywane były atłasem lub (szczyt elegancji) skórą bobra i foki, rzadziej jedwabiem, aksamitem i filcem. Najczęściej w kolorze czarnym, jednak w drugiej połowie XIX wieku noszono również kolorowe cylindry. Istniały również cylindry dla dzieci, robione ze słomki.
Cylindry były popularne jeszcze na przełomie XIX i XX wieku. Obecnie używany rzadko do stroju wieczorowego, jak również w jeździectwie w konkurencji ujeżdżenie. Rodzajem cylindra jest szapoklak.

## Cylinder w kulturze
- Dawniej na komunistycznych plakatach propagandowych postacie „bogate”, „nikczemne”, „reakcyjne”  rysowano w cylindrach, gdyż w swoim czasie był to typowy element stroju osób zamożnych.
- Prezydent Abraham Lincoln był znany z noszenia cylindrów. W filmach animowanych (m.in. Sylwester i Tweety na tropie, Strażnicy czasu, Dom dla zmyślonych przyjaciół pani Foster) przedstawiono go w bardzo wysokich, ale w rzeczywistości nie różniły się one od innych, modnych w jego czasach.
- W filmie Śmierć prezydenta szef protokołu dyplomatycznego MSZ, Stefan Przezdziecki, który w wyniku nagłej zmiany planów ma jechać z prezydentem elektem Gabrielem Narutowiczem na zaprzysiężenie, szuka cylindra, aby zastąpić nim swój melonik, gdyż zgodnie z etykietą powinien mieć takie samo nakrycie głowy jak osoby, którym towarzyszy. Pożycza go od Stanisława Łepkowskiego, zastępcy szefa Kancelarii Prezydenta.
- Cylinder jest znakiem rozpoznawczym Slasha (gitarzysty Guns N’ Roses oraz Velvet Revolver) i Krzysztofa Grabowskiego (założyciela i wokalisty zespołu Pidżama Porno). Noszą go także członkowie awangardowej grupy muzycznej The Residents, występując w swoich charakterystycznych strojach, czyli ubrani we fraki i z maskami w kształcie gałki ocznej.
- Cylinder jest atrybutem Sknerusa McKwacza